# 國際度量衡委員會
国际计量委员会（法語：Comité international des poids et mesures，简称CIPM）由国际计量大会任命，来自《米制公约》会员国的委员组成，他们主要的职责是以直接行动或向国际计量大会提议的方式，确保计量单位在全球范围内的一致性。
该委员会每年都会在国际计量局召开大会。
该组织的秘书处位于法国塞夫尔。

## 咨询委员会
国际度量委员会下辖10个咨询委员会。每个咨询委员会的主席均为国际度量委员会的委员，负责主持各咨询委员会的会议。除单位咨询委员会之外，其他所有咨询委员会的成员都是由国际度量衡委员会从各个会员国的计量学家中选出。
它们包括：
- 声学、超声波和振动学咨询委员会
- 电磁学咨询委员会
- 长度咨询委员会
- 质量咨询委员会
- 光度学和辐射度量学咨询委员会
- 电离辐射咨询委员会
- 测温学咨询委员会
- 时间和频率咨询委员会
- 计量单位咨询委员会

电离辐射委员会还分成三个小组委员会，各自侧重于不同波段电磁波的研究。
计量单位咨询委员会主要负责与国际单位制有关的工作。与其他咨询委员会不同，其成员在其他著名全国性或国际组织的提名者中间产生，例如国际标准化组织、美国国家标准技术研究所、国际天文联合会、国际纯粹与应用化学联合会、国际纯粹与应用物理联合会。